# 1982 QD
1982 QD är en asteroid i huvudbältet som upptäcktes den 18 augusti 1982 av den tjeckiske astronomen Zdeňka Vávrová vid Kleť-observatoriet.
Asteroiden har en diameter på ungefär 3 kilometer.